# Hello! Sandybell
Привет! Сэндибелл! (яп. ハロー!サンディベル Харо! Сандибэру) — аниме-сериал студии Toei Animation 1981 года. Снят по сценарию Сиро Дзинбо. Транслировался в Японии на TV Asahi.
Мультсериал транслировался в России на телеканале «2x2» в 1995 году, роли озвучивали: Александр Клюквин (все мужские роли) и Людмила Ильина (все женские роли).

## Сюжет
Сериал повествует о девочке, которая живет в Шотландской деревушке вместе со своим отцом. Она проводит время играя со своим верным колли Оливером и своими друзьями. Однажды она встречает графиню Веллингтон, добрую женщину, живущую в замке недалеко от их деревни. Она также встречает мисс Китти, высокомерную молодую леди, которая живет в большом особняке за пределами деревни.
Китти ненавидит Сэндибелл и посещает графиню в надежде завоевать любовь её сына. Графиня дарит Сэндибелл нарцисс и она разбивает садик недалеко от деревни, в центре которого цветёт нарцисс. Сэндибелл бережёт нарцисс, потому что он напоминает ей о её матери.
На протяжении сериала Сэндибелл ищет свою мать.